# هندسة عملية البيع
هندسة عملية البيع (بالإنجليزية: Sales process engineering)‏ وصفت بأنها "التطبيق المنهجي للمبادئ العلمية والرياضية لتحقيق الأهداف العملية لعملية بيع محددة" ".
أشار المختصون إلى أنه في هذا السياق، المبيعات المشار إليها تنتج عن عمليات تنطوي على مجموعة متنوعة من الوظائف عبر منظمات معينة، والتي لا تتم بوجود «قسم المبيعات» وحده.

## وصلات خارجية
- هندسة عملية البيع

## أنظر أيضاً
- ترويج المبيعات